# El Santo
El Santo (česky Světec), občanským jménem Rodolfo Guzmán Huerta (23. září 1917 – 5. února 1984) byl legendární mexický profesionální maskovaný wrestler (luchador), filmový herec a lidový hrdina.
Narodil se ve městě Tulancingo, ale o několik let později se spolu s rodinou přestěhoval do Ciudad de México. Zápasit začal v polovině třicátých let pod různými jmény (například El Hombre Rojo, „Rudý muž“ nebo El Demonio Negro, „Černý démon“). Jako El Santo se stříbrnou maskou a pláštěm byl známý od roku 1942 až do konce kariéry v roce 1982. Od roku 1952 vycházel 35 let komiks s El Santem jako hlavním hrdinou a mezi lety 1958–1982 hrál Guzmán Huerta ve více než pěti desítkách filmů. Tím nejúspěšnějším byl Las momias de Guanajuato z roku 1970, ve kterém se objevil spolu se svým největším rivalem Modrým démonem (Blue Demon). Svou masku si na veřejnosti krátce sundal pravděpodobně pouze jednou, během televizního pořadu Contrapunto týden před svou náhlou smrtí v roce 1984 a v masce byl také podle svého přání pochován. Wrestlingu se věnovali tři z jeho bratrů a od roku 1982 také syn Jorge Ernesto pod jménem El Hijo del Santo (Světcův syn), který nosí podobnou masku. Na jeho počest je od roku 1998 pořádán v Mexiku turnaj Leyenda de Plata (Stříbrná legenda) a v roce 2018 byl uveden do síně slávy WWE.